# Lichthoogte

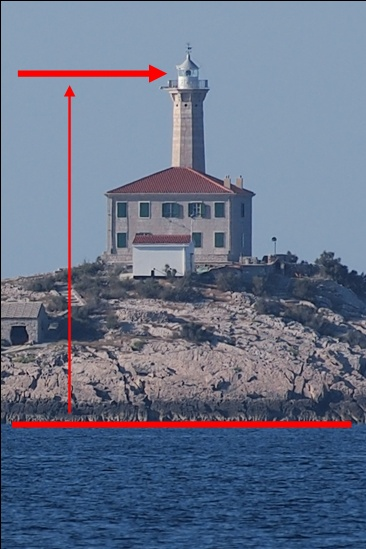
Lichthoogte

De lichthoogte van een vuurtoren of een ander lichtbaken is de hoogte waarop de lamp zich bevindt gemeten ten opzichte van het zeeniveau of indien van toepassing de waterspiegel van het water waaraan het is gelegen. De lichthoogte wijkt daarmee soms flink af van de hoogte van het bouwwerk.
De lichthoogte is een van de basisgegevens die in informatieve boeken over lichtbakens, zoals de NGA List of Lights Radio Aids & Fog Signals, wordt aangegeven.